# Llista d'asteroides/182801-182900
| Nom      | Designació provisional | Data de descobriment | Lloc de descobriment | Descobridor/s                |
| -------- | ---------------------- | -------------------- | -------------------- | ---------------------------- |
| 182801 - | 2002 AQ94              | 8 de gener de 2002   | Socorro              | LINEAR                       |
| 182802 - | 2002 AW97              | 8 de gener de 2002   | Socorro              | LINEAR                       |
| 182803 - | 2002 AV99              | 8 de gener de 2002   | Socorro              | LINEAR                       |
| 182804 - | 2002 AO101             | 8 de gener de 2002   | Socorro              | LINEAR                       |
| 182805 - | 2002 AP101             | 8 de gener de 2002   | Socorro              | LINEAR                       |
| 182806 - | 2002 AD108             | 9 de gener de 2002   | Socorro              | LINEAR                       |
| 182807 - | 2002 AG123             | 9 de gener de 2002   | Socorro              | LINEAR                       |
| 182808 - | 2002 AV123             | 9 de gener de 2002   | Socorro              | LINEAR                       |
| 182809 - | 2002 AH125             | 11 de gener de 2002  | Socorro              | LINEAR                       |
| 182810 - | 2002 AB129             | 13 de gener de 2002  | Socorro              | LINEAR                       |
| 182811 - | 2002 AH132             | 8 de gener de 2002   | Socorro              | LINEAR                       |
| 182812 - | 2002 AL141             | 13 de gener de 2002  | Socorro              | LINEAR                       |
| 182813 - | 2002 AB143             | 13 de gener de 2002  | Socorro              | LINEAR                       |
| 182814 - | 2002 AV147             | 14 de gener de 2002  | Socorro              | LINEAR                       |
| 182815 - | 2002 AF151             | 14 de gener de 2002  | Socorro              | LINEAR                       |
| 182816 - | 2002 AK151             | 14 de gener de 2002  | Socorro              | LINEAR                       |
| 182817 - | 2002 AV151             | 14 de gener de 2002  | Socorro              | LINEAR                       |
| 182818 - | 2002 AP158             | 13 de gener de 2002  | Socorro              | LINEAR                       |
| 182819 - | 2002 AF184             | 7 de gener de 2002   | Palomar              | NEAT                         |
| 182820 - | 2002 AP185             | 8 de gener de 2002   | Socorro              | LINEAR                       |
| 182821 - | 2002 AJ187             | 8 de gener de 2002   | Socorro              | LINEAR                       |
| 182822 - | 2002 AJ190             | 11 de gener de 2002  | Anderson Mesa        | LONEOS                       |
| 182823 - | 2002 AN190             | 11 de gener de 2002  | Anderson Mesa        | LONEOS                       |
| 182824 - | 2002 AQ191             | 12 de gener de 2002  | Campo Imperatore     | CINEOS                       |
| 182825 - | 2002 AJ193             | 12 de gener de 2002  | Kitt Peak            | Spacewatch                   |
| 182826 - | 2002 AN203             | 8 de gener de 2002   | Kitt Peak            | Spacewatch                   |
| 182827 - | 2002 AO209             | 14 de gener de 2002  | Palomar              | NEAT                         |
| 182828 - | 2002 BJ3               | 20 de gener de 2002  | Anderson Mesa        | LONEOS                       |
| 182829 - | 2002 BF4               | 19 de gener de 2002  | Anderson Mesa        | LONEOS                       |
| 182830 - | 2002 BS23              | 23 de gener de 2002  | Socorro              | LINEAR                       |
| 182831 - | 2002 BN28              | 19 de gener de 2002  | Anderson Mesa        | LONEOS                       |
| 182832 - | 2002 BO30              | 21 de gener de 2002  | Anderson Mesa        | LONEOS                       |
| 182833 - | 2002 CG1               | 2 de febrer de 2002  | Cima Ekar            | Asiago-DLR Asteroid Survey   |
| 182834 - | 2002 CY2               | 3 de febrer de 2002  | Palomar              | NEAT                         |
| 182835 - | 2002 CD3               | 6 de febrer de 2002  | Socorro              | LINEAR                       |
| 182836 - | 2002 CM7               | 6 de febrer de 2002  | Fountain Hills       | C. W. Juels, P. R. Holvorcem |
| 182837 - | 2002 CN9               | 6 de febrer de 2002  | Kitt Peak            | Spacewatch                   |
| 182838 - | 2002 CG15              | 9 de febrer de 2002  | Desert Eagle         | W. K. Y. Yeung               |
| 182839 - | 2002 CK16              | 6 de febrer de 2002  | Socorro              | LINEAR                       |
| 182840 - | 2002 CG18              | 6 de febrer de 2002  | Socorro              | LINEAR                       |
| 182841 - | 2002 CU18              | 6 de febrer de 2002  | Socorro              | LINEAR                       |
| 182842 - | 2002 CD20              | 4 de febrer de 2002  | Palomar              | NEAT                         |
| 182843 - | 2002 CK49              | 3 de febrer de 2002  | Haleakala            | NEAT                         |
| 182844 - | 2002 CE58              | 7 de febrer de 2002  | Kitt Peak            | Spacewatch                   |
| 182845 - | 2002 CK60              | 6 de febrer de 2002  | Socorro              | LINEAR                       |
| 182846 - | 2002 CX85              | 7 de febrer de 2002  | Socorro              | LINEAR                       |
| 182847 - | 2002 CP87              | 7 de febrer de 2002  | Socorro              | LINEAR                       |
| 182848 - | 2002 CD89              | 7 de febrer de 2002  | Socorro              | LINEAR                       |
| 182849 - | 2002 CO90              | 7 de febrer de 2002  | Socorro              | LINEAR                       |
| 182850 - | 2002 CH92              | 7 de febrer de 2002  | Socorro              | LINEAR                       |
| 182851 - | 2002 CO96              | 7 de febrer de 2002  | Socorro              | LINEAR                       |
| 182852 - | 2002 CG101             | 7 de febrer de 2002  | Socorro              | LINEAR                       |
| 182853 - | 2002 CB102             | 7 de febrer de 2002  | Socorro              | LINEAR                       |
| 182854 - | 2002 CO119             | 7 de febrer de 2002  | Socorro              | LINEAR                       |
| 182855 - | 2002 CP122             | 7 de febrer de 2002  | Socorro              | LINEAR                       |
| 182856 - | 2002 CU130             | 7 de febrer de 2002  | Socorro              | LINEAR                       |
| 182857 - | 2002 CD148             | 10 de febrer de 2002 | Socorro              | LINEAR                       |
| 182858 - | 2002 CD149             | 10 de febrer de 2002 | Socorro              | LINEAR                       |
| 182859 - | 2002 CZ149             | 10 de febrer de 2002 | Socorro              | LINEAR                       |
| 182860 - | 2002 CB150             | 10 de febrer de 2002 | Socorro              | LINEAR                       |
| 182861 - | 2002 CN150             | 10 de febrer de 2002 | Socorro              | LINEAR                       |
| 182862 - | 2002 CY167             | 8 de febrer de 2002  | Socorro              | LINEAR                       |
| 182863 - | 2002 CP176             | 10 de febrer de 2002 | Socorro              | LINEAR                       |
| 182864 - | 2002 CR179             | 10 de febrer de 2002 | Socorro              | LINEAR                       |
| 182865 - | 2002 CV180             | 10 de febrer de 2002 | Socorro              | LINEAR                       |
| 182866 - | 2002 CD195             | 10 de febrer de 2002 | Socorro              | LINEAR                       |
| 182867 - | 2002 CF200             | 10 de febrer de 2002 | Socorro              | LINEAR                       |
| 182868 - | 2002 CF204             | 10 de febrer de 2002 | Socorro              | LINEAR                       |
| 182869 - | 2002 CL206             | 10 de febrer de 2002 | Socorro              | LINEAR                       |
| 182870 - | 2002 CS210             | 10 de febrer de 2002 | Socorro              | LINEAR                       |
| 182871 - | 2002 CT211             | 10 de febrer de 2002 | Socorro              | LINEAR                       |
| 182872 - | 2002 CU211             | 10 de febrer de 2002 | Socorro              | LINEAR                       |
| 182873 - | 2002 CD222             | 11 de febrer de 2002 | Socorro              | LINEAR                       |
| 182874 - | 2002 CC230             | 11 de febrer de 2002 | Kitt Peak            | Spacewatch                   |
| 182875 - | 2002 CG233             | 11 de febrer de 2002 | Socorro              | LINEAR                       |
| 182876 - | 2002 CZ238             | 11 de febrer de 2002 | Socorro              | LINEAR                       |
| 182877 - | 2002 CL240             | 11 de febrer de 2002 | Socorro              | LINEAR                       |
| 182878 - | 2002 CQ247             | 15 de febrer de 2002 | Socorro              | LINEAR                       |
| 182879 - | 2002 CP252             | 4 de febrer de 2002  | Anderson Mesa        | LONEOS                       |
| 182880 - | 2002 CH253             | 3 de febrer de 2002  | Haleakala            | NEAT                         |
| 182881 - | 2002 CD254             | 5 de febrer de 2002  | Palomar              | NEAT                         |
| 182882 - | 2002 CD259             | 6 de febrer de 2002  | Palomar              | NEAT                         |
| 182883 - | 2002 CL259             | 6 de febrer de 2002  | Palomar              | NEAT                         |
| 182884 - | 2002 CE263             | 6 de febrer de 2002  | Socorro              | LINEAR                       |
| 182885 - | 2002 CF266             | 7 de febrer de 2002  | Palomar              | NEAT                         |
| 182886 - | 2002 CA282             | 8 de febrer de 2002  | Kitt Peak            | Spacewatch                   |
| 182887 - | 2002 CU292             | 11 de febrer de 2002 | Socorro              | LINEAR                       |
| 182888 - | 2002 CC295             | 10 de febrer de 2002 | Anderson Mesa        | LONEOS                       |
| 182889 - | 2002 CH301             | 11 de febrer de 2002 | Socorro              | LINEAR                       |
| 182890 - | 2002 CZ301             | 12 de febrer de 2002 | Socorro              | LINEAR                       |
| 182891 - | 2002 CY302             | 12 de febrer de 2002 | Socorro              | LINEAR                       |
| 182892 - | 2002 CD311             | 10 de febrer de 2002 | Socorro              | LINEAR                       |
| 182893 - | 2002 DA18              | 20 de febrer de 2002 | Socorro              | LINEAR                       |
| 182894 - | 2002 DE18              | 20 de febrer de 2002 | Socorro              | LINEAR                       |
| 182895 - | 2002 DN18              | 21 de febrer de 2002 | Socorro              | LINEAR                       |
| 182896 - | 2002 DE20              | 16 de febrer de 2002 | Palomar              | NEAT                         |
| 182897 - | 2002 EZ3               | 10 de març de 2002   | Cima Ekar            | Asiago-DLR Asteroid Survey   |
| 182898 - | 2002 EF12              | 14 de març de 2002   | Desert Eagle         | W. K. Y. Yeung               |
| 182899 - | 2002 EE14              | 5 de març de 2002    | Palomar              | NEAT                         |
| 182900 - | 2002 EG15              | 5 de març de 2002    | Palomar              | NEAT                         |